# Lijst van burgemeesters van Hengstdijk
Dit is een lijst van burgemeesters van de voormalige Nederlandse gemeente Hengstdijk tot die gemeente in 1936 opging in de gemeente Vogelwaarde.
| Ambtsperiode | Naam burgemeester                         | Leefde    | Partij of stroming | Bijzonderheden                                                            |
| ------------ | ----------------------------------------- | --------- | ------------------ | ------------------------------------------------------------------------- |
| 1797         | Pierre Adriaenssens                       | ovl. 1797 |                    | agent municipal                                                           |
| 1797         | Pieter Baart                              | geb. 1756 |                    | agent municipal, was al adjoint agent municipal                           |
| 1797 - 1799  | Jean Antoine Hermans                      | 1758-1840 |                    | agent municipal                                                           |
| 1799 - 1811  | Jean François Rosier                      | 1766-1811 |                    | agent municipal, vervolgens maire; tevens maire van Ossenisse (1808-1811) |
| 1811 - 1817  | Pierre François van Waesberghe            | 1776-1818 |                    | maire, vervolgens schout                                                  |
| 1817 - 1845  | Willem van der Hooft                      | 1768-1845 |                    | schout, vervolgens burgemeester                                           |
| 1845 - 1853  | Johannes Baptist van Trappen              | 1788-1864 |                    |                                                                           |
| 1853 - 1857  | Jan Baptist Joossen                       | 1813-1877 |                    | tevens burgemeester van Ossenisse (1850-1857)                             |
| 1857 - 1872  | Jan Francies van Esbroeck                 | 1813-1872 |                    |                                                                           |
| 1872 - 1902  | Gijsbrecht van Trappen                    | 1831-1905 |                    | zoon van Johannes Baptist van Trappen                                     |
| 1902 - 1918  | Cornelis van Esbroeck                     | 1847-1918 |                    | zoon van Jan Francies van Esbroeck                                        |
| 1918 - 1936  | Leonardus Alphonsus Cornelis van Esbroeck | 1886-1957 |                    | tevens burgemeester van Ossenisse (1934-1936); zoon van zijn vooganger    |